# Bowlesville Township (Illinois)
Bowlesville Township est un township du comté de Gallatin dans l'Illinois, aux États-Unis,. 

## Source de la traduction
- (en) Cet article est partiellement ou en totalité issu de l’article de Wikipédia en anglais intitulé « Bowlesville Township, Gallatin County, Illinois » (voir la liste des auteurs).